# 어디 엔드레

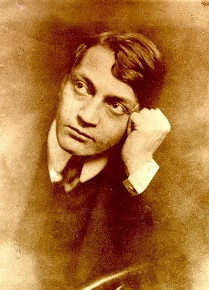
어디 엔드레

어디 엔드레(Ady Endre, 1878년~1919년)는 헝가리 시인이다.
오스트리아-헝가리 시대의 동부 헝가리(현재 루마니아령)의 소도시 에르민드센트에서 소지주의 아들로 태어났다. 대학 재학시절부터 저널리스트로서 지방신문에서 활약하는 한편, 2-3개의 시집을 발표하여 그 이름을 인정받았다. 20대의 수년간에 걸친 파리 체재 체험은 보들레르, 베를렌에 대한 깊은 심취도 겹쳐서 아디의 타고난 시재에 커다란 자극을 주었고, 이 파리 시대의 작품을 모은 <신시집>(1905)을 발표함으로써 헝가리 문단에 신진시인으로서의 지위를 확립했다. 어디가 가장 활발하게 문단 및 논단에서 활약한 것은 제1차 세계 대전 직전의 10년간이었으나 대전의 발발은 그에게 심신 양면으로 큰 타격을 주어, 대전 중에는 거의 저술을 하지 못한 채 패전 후의 혼란기에 병사했다.
작품으로서는 비교적 짧았던 그의 일생 중 <피와 돈>(1907), <사자(死者)를 이끌고>(1918) 등 십수편의 시집과 다수의 단편소설 및 평론이 발표되었다. 그의 생활태도 가운데에는 칼뱅주의자로서 청교도주의와 도회인적 데카당스가 혼재해 있었고, 사상적으로도 반드시 일관된 입장을 취하고 있지는 않았으나 그의 특이한 시재는 죽은 후 더욱더 그 진가를 인정받아, 오늘날에는 19세기의 페퇴피와 함께 헝가리 시인 가운데 국제적으로 가장 널리 알려진 존재가 되고 있다.